# Full Signal
Pour plus de détails, voir Fiche technique et Distribution.
Full Signal ou Plein Signal est un film documentaire américain réalisé par Talal Jabari, sorti le 1er décembre 2009 aux États-Unis et présenté le 25 novembre 2010 dans le cadre du 28e Festival international du film d'environnement en France. 
Le film met en évidence les risques sanitaires des télécommunications de type téléphonie mobile, en ce qui concerne les conséquences du rayonnement électromagnétique sur la santé humaine.

## Récompenses et distinctions
Ce documentaire a été retenu en sélection dans plusieurs festivals et il a reçu plusieurs prix :
- "Award du mérite" Accolade Competition 2010
- "Meilleur documentaire" 5th Myrtle Beach International Film Festival
- "Sélection officielle" 7th Big Sky Documentary Film Festival (en), Missoula MT
- "Sélection officielle" 18th Environmental Film Festival in the Nation's Capital (en), Washington DC
- "Sélection officielle" 10th Santa Fe Film Festival